# Rohrau
Rohrau osztrák mezőváros Alsó-Ausztria Bruck an der Leitha-i járásában. 2022 januárjában 1665 lakosa volt. Rohrauban született Joseph Haydn és szintén zeneszerző öccse, Michael Haydn.

## Elhelyezkedése

Rohrau a Bruck an der Leitha-i járásban

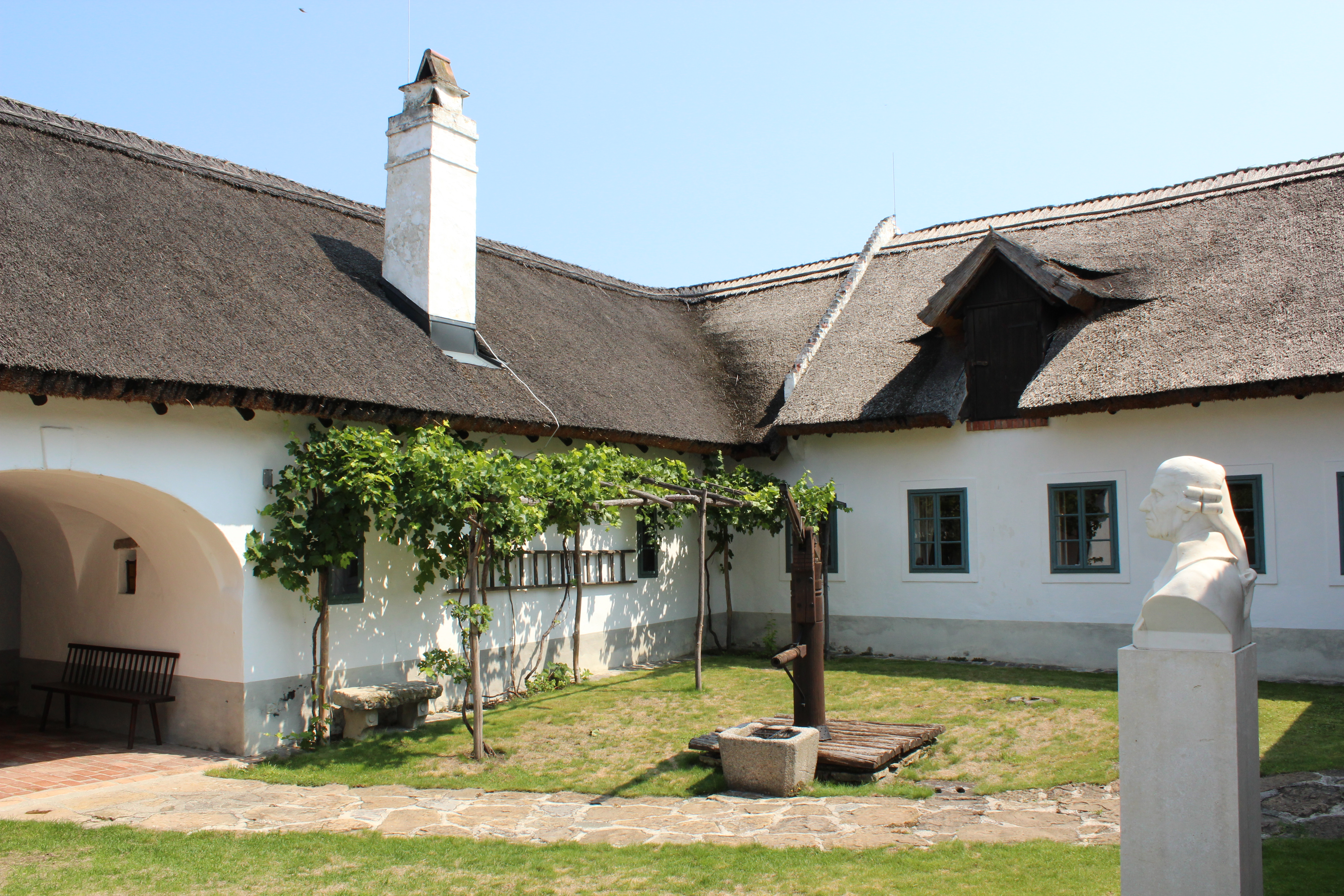
A Haydn-ház udvara

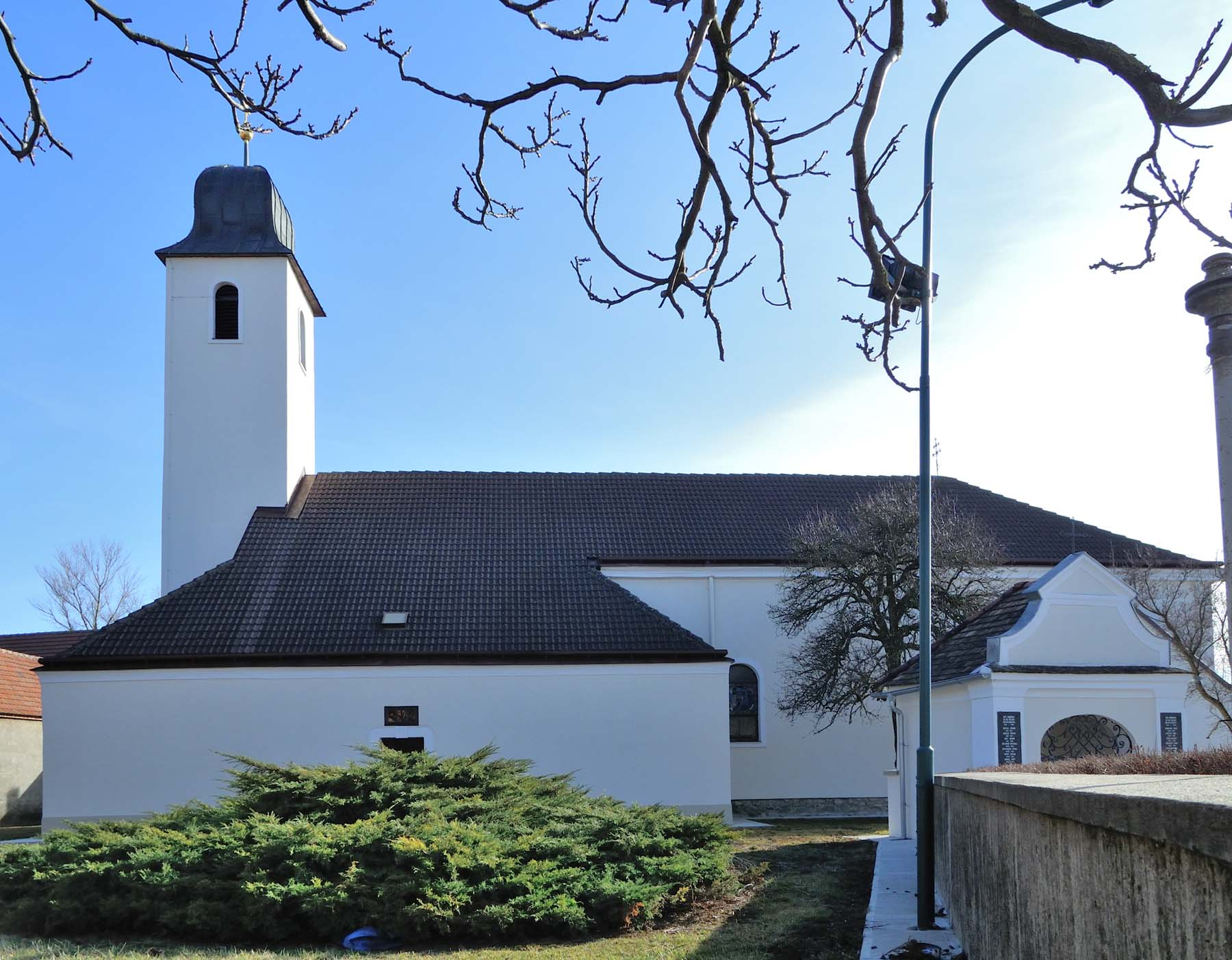
A hollerni Szt. Ilona-plébániatemplom

Rohrau a tartomány Industrieviertel régiójában fekszik, a Bécsi-medencében, a Lajta folyó mentén. Területének 8,6%-a erdő, 75,9% áll mezőgazdasági művelés alatt. Az önkormányzat négy települést egyesít: Gerhaus (260 lakos 2022-ben), Hollern (227), Pachfurth (685) és Rohrau (493).
A környező önkormányzatok: délnyugatra Bruck an der Leitha, nyugatra Höflein, északnyugatra Scharndorf, északra Petronell-Carnuntum, északkeletre Bad Deutsch-Altenburg, keletre Prellenkirchen, délkeletre Pándorfalu, délre Királyhida (utóbbi kettő Burgenlandban).

## Története
Az ókorban a község területe a római Pannonia provinciához tartozott, közvetlenül mellette feküdt Pannonia Superior provincia székhelye, Carnuntum.
Rohrau várát 1240-ben említik először, akkor a Liechtenstein-ház mellékágához tartozó Dietrich von Rohrau birtokolta. A család 1278-ban, III. Dietrichhel halt ki férfiágon. Lánya I. Leutold von Stadeckhez ment feleségül. A Stadeckek 1399-es kihalása után Vilmos osztrák herceg magáénak nyilvánította a birtokot, de a lányörökös, Guta von Stadeck gyámja, II. Hermann von Cilli Vencel királlyal birodalmi hűbérbirtokká nyilváníttatta Rohraut, így az Guta férjére, Ulrich von Montfort-Pfannbergre szállt. 1524-ben III. Leonhard von Harrach szerezte meg a várat és a falut. A buzgó katolikus von Harrach hű támogatója volt I. Ferdinánd királynak, akitől birodalmi bárói címet kapott és kieszközölte számára az Aranygyapjas rendet is. Idős korában Rohrauba vonult vissza és jelentősen kibővíttette a várat. 1599-1605 között az erődítményt kastéllyá építették át.     
A mai önkormányzat 1972-ben jött létre Hollern, Pachfurth és Rohrau községek egyesülésével. 2006-ban ismeretlen tettesek 16 képet (többek között Rembrandt, van Dyck, Rubens és Pieter Snayers műveit) loptak el a Harrach-család gyűjteményéből, amelyet a rohraui kastélyban őriznek. 

## Lakosság
A rohraui önkormányzat területén 2022 januárjában 1665 fő élt. A lakosságszám 1991 óta gyarapodó tendenciát mutat. 2020-ban az ittlakók 88,8%-a volt osztrák állampolgár; a külföldiek közül 1,4% a régi (2004 előtti), 8% az új EU-tagállamokból érkezett. 1,2% az egykori Jugoszlávia (Szlovénia és Horvátország nélkül) vagy Törökország, 0,6% egyéb országok polgára volt. 2001-ben a lakosok 84,4%-a római katolikusnak, 3,3% evangélikusnak, 2,1% mohamedánnak, 7,8% pedig felekezeten kívülinek vallotta magát. Ugyanekkor a legnagyobb nemzetiségi csoportokat a németek (87,9%) mellett a magyarok (3,4%), a horvátok (2,8%) és a szerbek (1%) alkották.

## Látnivalók

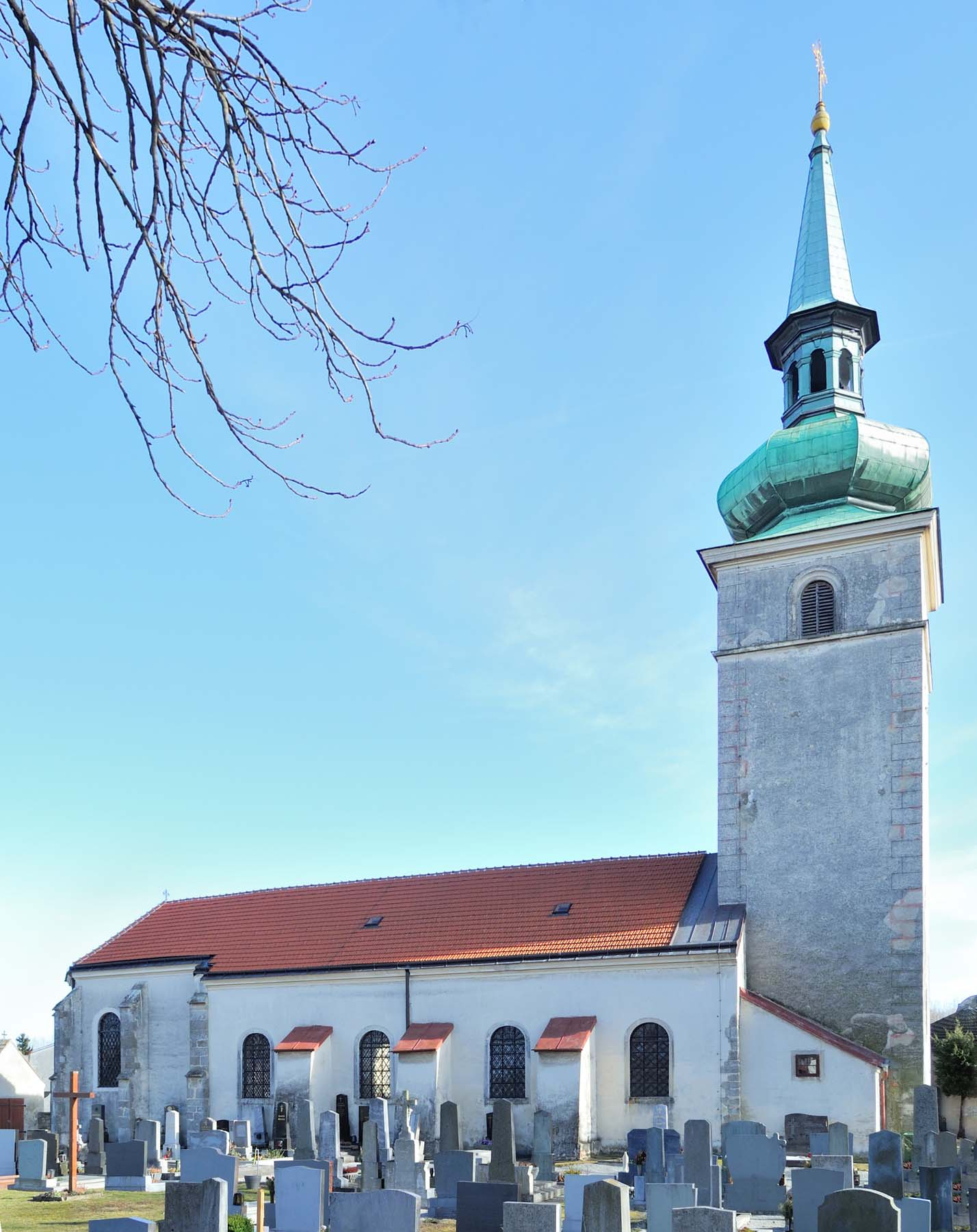
A Szt. Vitus-plébániatemplom

- Joseph Haydn és Michael Haydn szülőháza
- a Harrach-kastély
- a Harrach-galéria a 17-18. századi festmények legnagyobb ausztriai magángyűjteménye
- a Szt. Vitus-plébániatemplomban látható a Haydn-orgona és itt temették el Haydn-testvérpár szüleit
- a hollerni Szt. Ilona-plébániatemplom
- a pachfurthi Szt. Rókus és Rozália-plébániatemplom

## Híres rohrauiak
- Karl von Harrach (1570–1628), diplomata, II. Ferdinánd császár tanácsadója
- Joseph Haydn (1732–1809), zeneszerző
- Michael Haydn (1737–1806), zeneszerző

## Fordítás
- Ez a szócikk részben vagy egészben  a   Rohrau (Niederösterreich) című német Wikipédia-szócikk ezen változatának fordításán alapul.  Az eredeti cikk szerkesztőit annak laptörténete sorolja fel. Ez a jelzés csupán a megfogalmazás eredetét és a szerzői jogokat jelzi, nem szolgál a cikkben szereplő információk forrásmegjelöléseként.